# Fabien Boudarène
Fabien Boudarène (Saint-Étienne, 5 ottobre 1978) è un ex calciatore francese, di ruolo centrocampista.

## Carriera
Ha giocato nella massima serie dei campionati francese, bulgaro e rumeno.